# Tasha Smith

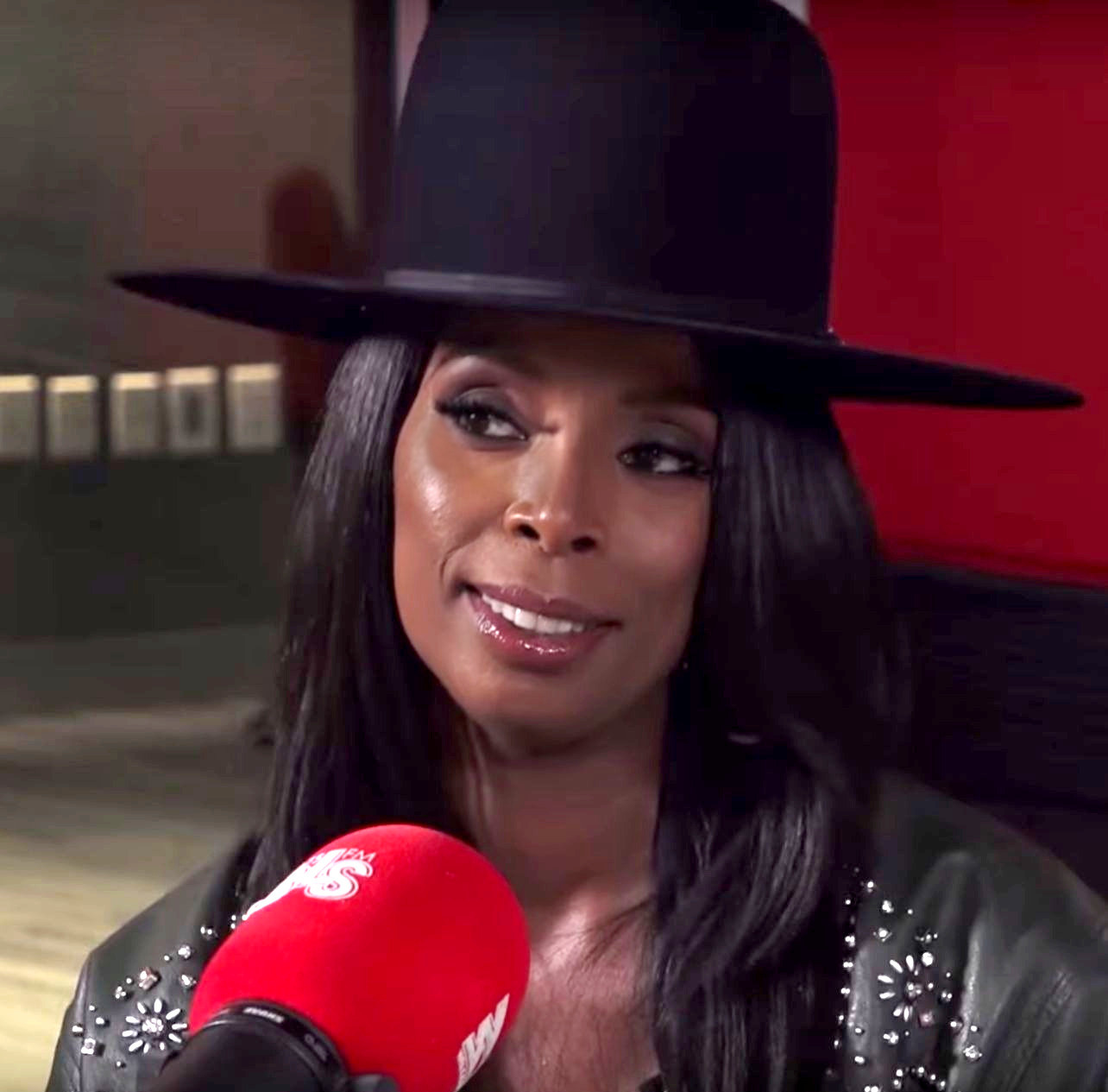
Tasha Smith, 2017

Tasha Smith (* 28. Februar 1971 in Camden, New Jersey) ist eine US-amerikanische Schauspielerin.

## Leben
Smith wuchs mit ihrer alleinerziehenden Mutter in Camden auf. Sie hat eine Zwillingsschwester, Sidra Smith, die als Model in Europa arbeitete. Im Alter von 18 Jahren zog Smith nach Los Angeles. Sie hielt sich mit Gelegenheitsjobs über Wasser, mit dem Ziel, Schauspielerin zu werden. Zeitweise arbeitete sie als Stripperin in verschiedenen Nachtclubs.
Ab Mitte der 1990er Jahre spielte Smith in verschiedenen amerikanischen Spielfilmen, Fernsehfilmen und Fernsehserien.
Ihr Filmdebüt gab sie 1994 in einer Nebenrolle in dem Film Twin Sitter. Es folgten weitere Nebenrollen in den Filmen Playas Ball, Keine halben Sachen 2 – Jetzt erst recht! (The Whole Ten Yards), ATL – Verloren in Atlanta (ATL) und Ich, du und der Andere (You, Me and Dupree).
Smith wurde besonders durch ihre Rolle als Jennifer in dem Film Daddy’s Little Girls (2007) bekannt, in dem sie eine auf Rache sinnende Ehefrau spielte, die in einem Rechtsstreit mit ihrem Ex-Ehemann um das Sorgerecht um die drei gemeinsamen Töchter kämpft.
Von 1996 bis 1997 spielte sie eine durchgehende Rolle in der Fernsehserie Boston College. Von 1997 bis 1998 war sie in der amerikanischen Comedy-Serie The Tom Show zu sehen. 2000 spielte sie die drogenabhängige Veronica 'Ronnie' Boice in der amerikanischen Mini-Serie The Corner. Die Serie wurde mit dem Emmy Award ausgezeichnet. In der Internet-Fernsehserie unReal Housewives of Kansas City spielte sie 2009 die Rolle der Rochae Bastillion.
Außerdem hatte sie Episodenrollen und Gastauftritte in den Fernsehserien Chicago Hope – Endstation Hoffnung, The Parkers, Without A Trace, Girlfriends und All of Us.
Bei America’s Next Top Model arbeitete Smith als Acting Coach. Außerdem leitet sie ihren eigenen Theater-Worskshop Tasha Smith's Acting Workshop, in dem sie Nachwuchsschauspielern Schauspielunterricht erteilt und sie individuell für Rollen coacht.
Smith' Kindheit war von Drogen geprägt. Sie selbst rauchte Marihuana und nahm Kokain. In der Zeit ihres Drogenentzugs erfolgte ihre Hinwendung zum christlichen Glauben und zu Gott.

## Filmografie (Auswahl)
- 1994: Twin Sitter
- 1995: Let It Be Me
- 1996–1997: Boston College (Boston Bottom, Fernsehserie)
- 1997: Chicago Hope – Endstation Hoffnung (Fernsehserie)
- 1997–1998: The Tom Show (Fernsehserie)
- 2000: The Corner
- 2001: The Parkers
- 2003: Without a Trace – Spurlos verschwunden (Without a Trace. Fernsehserie)
- 2003: Playas Ball
- 2004: Keine halben Sachen 2 – Jetzt erst recht! (The Whole Ten Yards)
- 2004: My Purple Fur Coat
- 2005: Girlfriends (Fernsehserie)
- 2006: The Glass House 2
- 2006: Miles from Home
- 2006: ATL – Verloren in Atlanta (ATL)
- 2006: Ich, Du und der Andere
- 2007: Daddy’s Little Girls
- 2007: All of Us
- 2009: unReal Housewives of Kansas City
- 2009: All Inclusive (Couples Retreat)
- 2010: Auch Liebe macht mal Ferien 2 (Why Did I Get Married Too?)
- 2011: Jumping the Broom
- 2014: Addicted
- 2015: Stock Option
- 2015–2020: Empire (Fernsehserie)
- 2016: Polaris
- 2016: Star (Fernsehserie, Folge 2x01)
- 2024: Bad Boys: Ride or Die
- 2024: The Deliverance
- 2025: Twinless